# Born Pink
Born Pink là album phòng thu thứ hai của nhóm nhạc nữ Hàn Quốc Blackpink, được phát hành vào ngày 16 tháng 9 năm 2022, bởi YG Entertainment và Interscope Records. Nó đánh dấu tác phẩm full đầu tiên của nhóm kể từ khi phát hành The Album vào năm 2020. Việc sản xuất album là từ nhiều nhà sản xuất phụ trách, bao gồm Teddy Sinclair, Willy Sinclair, Bekuh Boom, R. Tee, Kush và Teddy Park. Được mô tả là một album nhạc pop, hip-hop và rock, Born Pink còn sử dụng cả các yếu tố ballad.
Born Pink có lời nặng tiếng Anh chủ yếu lấy từ nhạc pop, hip-hop, rock và EDM, với giai điệu được đặc trưng bởi sản xuất uptempo nhiều hơn so với abum tiền nhiệm của nó The Album. Các bài hát kết hợp các phong cách chiết trung khác nhau, từ disco và bubblegum pop tới pop-rock và stadium rock. Về mặt ca từ, album thảo luận về các chủ đề tình yêu, sự tự tin, tự khuyến khích bản thân, đối mặt với sự nổi tiếng và những lời gièm pha, v.v. Các thành viên Blackpink bao gồm Jisoo và Rosé đã đồng sáng tác ca khúc thứ tư "Yeah Yeah Yeah".
Born Pink có bao gồm hai đĩa đơn. Đĩa đơn chủ đạo của album "Pink Venom" đã đứng đầu Billboard Global 200 và các bảng xếp hạng tại 10 quốc gia, đồng thời đứng ở vị trí thứ hai trong Bảng xếp hạng Circle Digital Chart của Hàn Quốc và vị trí thứ 22 trên Billboard Hot 100 của Mỹ. Đĩa đơn thứ hai của album và là ca khúc chủ đề "Shut Down" đạt vị trí thứ ba trên Bảng xếp hạng Circle Digital Chart và ở vị trí thứ 25 trên Billboard Hot 100, lọt vào top 10 tại New Zealand và Úc. "Ready for Love" cũng được phát hành dưới dạng đĩa đơn quảng bá và hợp tác với trò chơi điện tử battle royale PUBG Mobile. Để quảng bá cho album, Blackpink sẽ trở lại với chuyến lưu diễn Born Pink World Tour dự kiến sẽ bắt đầu vào tháng 10.
Born Pink đã nhận được những đánh giá chung tích cực từ các nhà phê bình, có người ca ngợi sản xuất mạnh mẽ hơn và lời bài hát cá nhân hơn trong album; mặc dù một số người thất vọng với độ dài của nó và thiếu sự phát triển âm nhạc. Về mặt thương mại, album ra mắt ở vị trí số một trên Bảng xếp hạng Circle Album Chart với 2,2 triệu bản được bán ra trong vòng chưa đầy hai ngày, trở thành album bán chạy nhất của một nhóm nhạc nữ Hàn Quốc và là album đầu tiên vượt qua doanh số hai triệu bản. Tại Hoa Kỳ, nó đã trở thành album đầu tiên của một nghệ sĩ nữ Hàn Quốc đạt vị trí số một trên Billboard 200, cũng như là album đầu tiên của một nhóm nhạc nữ làm được điều này kể từ khi Danity Kane đứng đầu bảng xếp hạng với Welcome to the Dollhouse vào năm 2008. Tại Vương quốc Anh, nó đã trở thành album đầu tiên của một nhóm nhạc nữ K-pop đạt vị trí số một trên Bảng xếp hạng Album của Vương quốc Anh. Album đã được chứng nhận 2x triệu bởi Hiệp hội nội dung âm nhạc Hàn Quốc (KMCA).

## Bối cảnh
Vào ngày 7 tháng 3 năm 2022, Jennie đã xuất hiện trong một tập của chương trình tạp kỹ The Game Caterers, có sự góp mặt của các nghệ sĩ YG Entertainment, tiết lộ rằng Blackpink đang chuẩn bị cho một sự trở lại mới: "Blackpink cũng sắp trở lại, tôi không biết có được phép nói điều này hay không, nhưng vì tôi là thành viên Blackpink duy nhất ở đây, tôi sẽ chỉ nói điều đó, hãy mong chờ nó". Trong một cuộc phỏng vấn trên Rolling Stone được công bố vào ngày 23 tháng 5 năm 2022, Blackpink nói rằng "họ đang làm việc chăm chỉ trong quá trình chuẩn bị cho album và họ đã sẵn sàng trở lại với guồng quay của mọi thứ."
Phối hợp với trò chơi điện tử battle royale PUBG Mobile, "Ready for Love" đã được phát hành dưới dạng đĩa đơn quảng bá của album, độc quyền với một video ca nhạc hoạt hình trên YouTube vào ngày 29 tháng 7 năm 2022. Vào ngày 31 tháng 7 năm 2022, YG Entertainment chính thức phát hành video giới thiệu album thông qua các tài khoản mạng xã hội chính thức của nhóm, thông báo rằng chuyến lưu diễn vòng quanh thế giới sẽ bắt đầu vào tháng 10, sau một đĩa đơn phát hành trước vào tháng 8 và chính album vào tháng 9. Hãng sau đó đã xác nhận rằng hai video âm nhạc đã được quay để hỗ trợ cho album, được cho là với ngân sách sản xuất cao nhất mà họ từng đầu tư vào một video âm nhạc. Đĩa đơn phát hành trước của album, "Pink Venom", đã được phát hành vào ngày 19 tháng 8. Cùng ngày, Blackpink đã biểu diễn đĩa đơn này tại Giải Video âm nhạc của MTV năm 2022, đánh dấu sự ra mắt của nhóm trên chương trình trao giải tại Mỹ và trở thành nhóm nhạc K-pop nữ đầu tiên trong lịch sử làm được điều đó.
Vào ngày 6 tháng 9 năm 2022, áp phích chủ đề cho đĩa đơn chính, "Shut Down", được phát hành trên các tài khoản mạng xã hội của Blackpink. Vào ngày 7 tháng 9, danh sách bài hát của album đã được phát hành, xác nhận rằng nó sẽ bao gồm tám bài hát. Nó được tiết lộ thêm rằng cả Jisoo và Rosé đều tham gia viết "Yeah Yeah Yeah". Từ ngày 10 đến ngày 13 tháng 9, áp phích quảng cáo của từng thành viên đã được phát hành. Vào ngày 16 tháng 9, đĩa đơn chính "Shut Down" được phát hành.

## Ghi âm và phát triển
Trong một cuộc phỏng vấn trên Rolling Stone được công bố vào ngày 23 tháng 5 năm 2022, Blackpink nói rằng "họ đang làm việc chăm chỉ trong quá trình chuẩn bị cho album và họ đã sẵn sàng trở lại với guồng quay của mọi thứ." Nhà sản xuất thu âm Ryan Tedder, người đã lần cuối cùng làm việc với Blackpink trong album phòng thu đầu tay của họ, đã xác nhận trong một cuộc phỏng vấn với Good Morning America rằng anh đã viết bài hát cùng với các thành viên Jennie và Rosé cho album sắp tới. Mô tả về quá trình này, Tedder cho biết Blackpink đã hỗ trợ và đóng góp rất nhiều cho công việc của anh.
Tôi nghĩ một hoặc hai bài hát của tôi đã tạo nên album từ những gì tôi được kể và những điều tôi đã làm với chúng, tôi chỉ có thể nói rằng nó rất đúng với âm thanh của chúng. Họ đã viết nó nên tôi đã ủng hộ họ và ý tưởng của họ rất nhiều.— Ryan Tedder trong quá trình viết album, Good Morning America

Như mọi khi, làm việc với các thành viên rất vui. Từ khi bắt đầu buổi họp ý tưởng cho đến giây phút ghi hình cuối cùng, những ý tưởng mới liên tục đổ về. Bằng cách xem xét chi tiết hơn bằng những suy nghĩ và cảm xúc của nhau, chúng tôi có thể đưa ra một điều gì đó sâu sắc bên trong. Chúng tôi đã trao đổi phản hồi với nhau và nhận ra rằng bốn người chúng tôi tỏa sáng nhất khi ở bên nhau. Trên tất cả, thật yên tâm và vui vẻ khi được làm việc với các nhà sản xuất YG, những người hiểu rõ chúng tôi. Tôi rất hài lòng vì nó dường như chứa đầy các tác phẩm được tạo ra bằng cách chia sẻ sức mạnh tổng hợp âm nhạc.— Jennie nhìn lại quá trình ghi Born Pink, Newsen

Trong một cuộc phỏng vấn với Newsen, Rosé đã nói rằng "Nếu The Album chỉ tập trung vào âm nhạc, thì album này đã cố gắng thể hiện bản chất của Blackpink như tiêu đề "Born Pink", nơi mà họ tiếp tục thử thách những điều mới trong khi vẫn giữ bản sắc ban đầu của mình. Hơn nữa, cô nói thêm: "Dựa trên âm hưởng hip-hop xuyên suốt album, nhiều thể loại khác nhau đã được kết hợp, tập trung vào việc thể hiện màu sắc nhẹ nhàng của Blackpink. Tôi tự hào về việc tạo ra thứ âm nhạc mà chúng tôi chưa từng làm trước đây". Về quá trình sáng tạo và phong cách cho các bài hát, YG Entertainment đã tuyên bố sau đó "Rất nhiều âm nhạc của Blackpink-esque đã được hoàn thành với nhiều nỗ lực trong một thời gian dài" và album mới dự kiến sẽ bao gồm nhiều bài hát". Đặc trưng cho phong cách âm nhạc của ban nhạc mà các thành viên đã làm việc trong một thời gian dài".
Về quá trình sáng tạo và phong cách cho các bài hát, YG Entertainment nói rằng "Rất nhiều âm nhạc của Blackpink-esque đã được hoàn thành với nhiều nỗ lực trong một thời gian dài" và album mới dự kiến sẽ bao gồm nhiều bài hát "đặc trưng cho phong cách âm nhạc đặc trưng của ban nhạc mà các thành viên đã làm việc trong một thời gian dài". Hãng giải thích thêm rằng tiêu đề của album là Born Pink vì album "thể hiện sự tự tin và lòng tự trọng của Blackpink khi được sinh ra là khác biệt" và nói rằng album đã tôn lên danh tiếng và "sự hiện diện vô song của nhóm."
Trong một cuộc họp báo trực tuyến tại Seoul để phát hành "Pink Venom", Jennie đã giải thích về cách đĩa đơn được chọn để làm đại diện cho danh tính của Blackpink: "Vì tên album của chúng tôi là Born Pink, chúng tôi rất muốn truyền tải bản sắc của mình trong bài hát càng nhiều càng có thể. Vì 'hồng' và 'nọc độc' có những hình ảnh trái ngược nhau, tôi nghĩ rằng chúng gợi nhớ đến chúng tôi." Trong buổi phát sóng trực tiếp của nhóm cho Born Pink, Lisa chia sẻ ấn tượng đầu tiên của nhóm về "Shut Down" và cách họ chọn nó làm đĩa đơn thứ hai cho album: "Chúng tôi đã nghe phiên bản demo của 'Shut Down' trong phòng thu, và khi chúng tôi nghe nó lần đầu tiên, chúng tôi đã trao đổi xem và biết rằng đây phải là ca khúc chủ đề. Tôi đã có thể phác thảo cách chúng tôi biểu diễn bài hát này". Cô cũng tiết lộ rằng ca khúc là một "Blackpink riêng biệt" và là thứ mà ban nhạc có thể thể hiện tốt.
Trong một bài báo của Variety, một số nhạc sĩ có tác phẩm được giới thiệu trên Born Pink đã thảo luận về những câu chuyện đằng sau những đóng góp của họ cho đĩa nhạc. Người sáng tác "Typa Girl", Bekuh Boom tiết lộ rằng cô đã viết bản demo cho bài hát vào năm 2021 tại phòng thu của The Black Label và ban đầu cô nghĩ rằng "Lisa có thể sử dụng nó cho đĩa đơn solo tiếp theo của cô ấy". Cô còn mô tả nó như một "bài hát để trao quyền cho phụ nữ". Nhạc sĩ kiêm nhà sản xuất người Mỹ Freddy Wexler đã nhắc đến "Hard To Love" trong một buổi giao lưu với bạn bè của mình. Anh đã gửi bản demo cho Teddy vào tháng 6 năm 2022 và được Teddy, Lisa và Rosé gọi video vào ngày hôm sau. Anh mô tả bài hát là "một quá trình hoàn toàn hữu cơ và nhanh chóng". Trong tháng tới, anh nói sẽ FaceTime với Park và ban nhạc, người đã đề xuất những thay đổi.
Các tác giả của "Tally" đã thảo luận về câu chuyện đằng sau ca khúc: "Sự phán xét là điều mà rất nhiều phụ nữ gặp phải. Những lời bài hát này rất có tác động đến từ [BLACKPINK]". Bài hát được truyền cảm hứng bởi đồng sáng tác Soraya LaPread, người đã đưa ra chủ đề này trong một buổi làm việc với bộ đôi sản xuất Saltwives. Trong một cuộc phỏng vấn với Rolling Stone, LaPread thú nhận rằng cô đã làm việc với bài hát nhiều năm trước và thực sự đã quên nó. Nhà sản xuất sau đó tiết lộ rằng cô chỉ nhớ bài hát sau khi nhạc sĩ người Úc Nat Dunn tỏ ra thích thú với ca khúc và đề nghị mua nó. Anh đã chơi bản demo cho Brian Lee ở Luân Đôn và sau đó gửi nó cho Teddy Park, người đã chọn từng bài hát trong album. Trước khi phát hành, quá trình ghi âm "Ready for Love" đã được chiếu trong bộ phim tài liệu của Netflix, Thắp sáng bầu trời vào tháng 10 năm 2020, vì nó đã bị cắt khỏi danh sách bài hát cuối cùng của The Album.

## Diễn biến thương mại

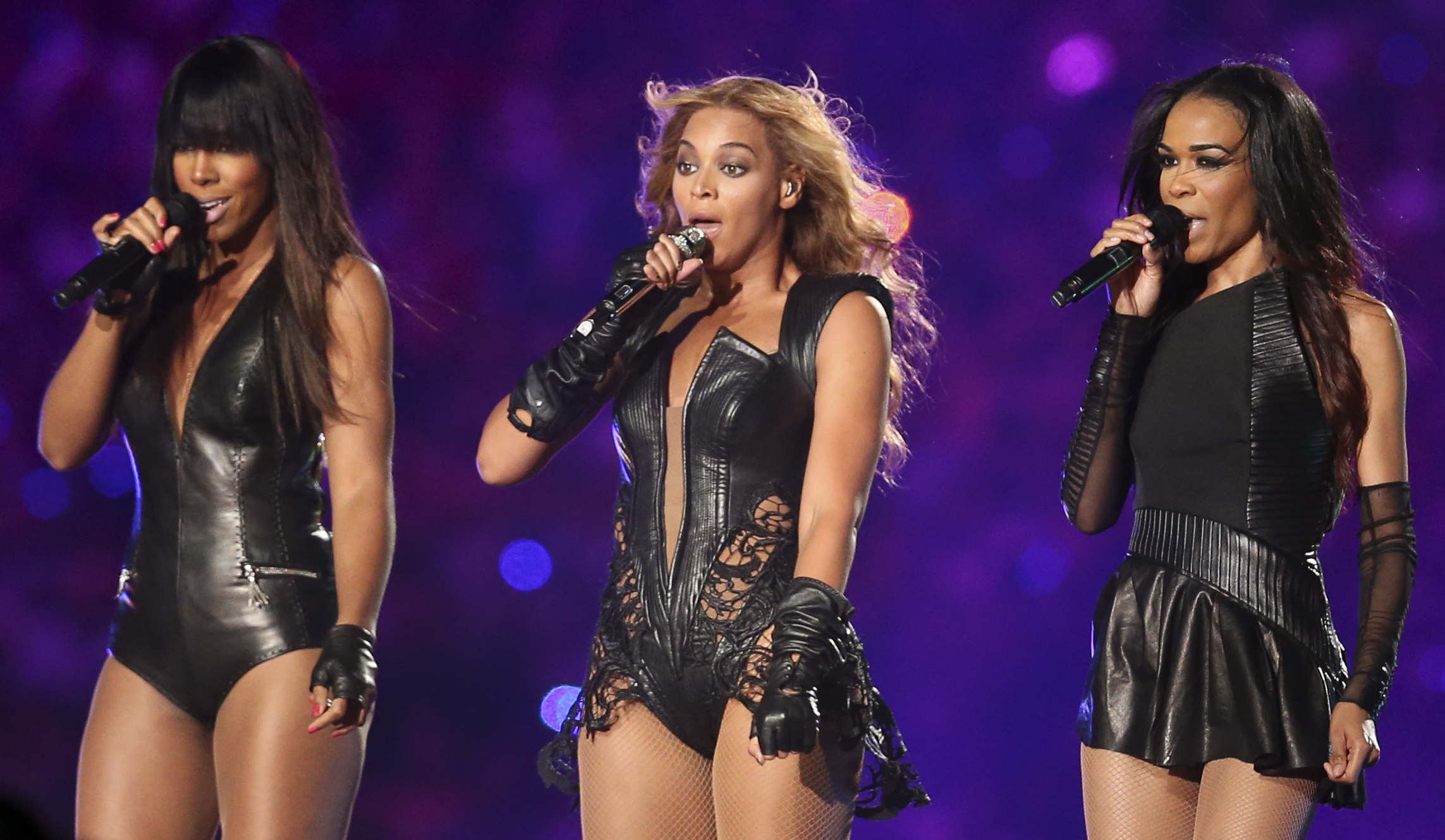
Blackpink trở thành nhóm nhạc nữ đầu tiên đồng thời đứng đầu bảng xếp hạng album tại Hoa Kỳ và Vương quốc Anh kể từ khi Destiny's Child đạt được thành tích đó vào năm 2001.